# Nordbrücke (Kiew)
Nordbrücke (ukrainisch Північний міст/Piwnitschnyj Mist) ist die einheitliche Bezeichnung für eine Schrägseilbrücke über den Dnepr und eine Balkenbrücke über den Flussarm Desenka (Chortori) im Norden der ukrainischen Hauptstadt Kiew.
Bis 2018 hieß die Brücke Moskauer Brücke. Am 22. Februar 2018 beschloss der Stadtrat von Kiew, die Brücke in Nordbrücke umzubenennen.

## Beschreibung

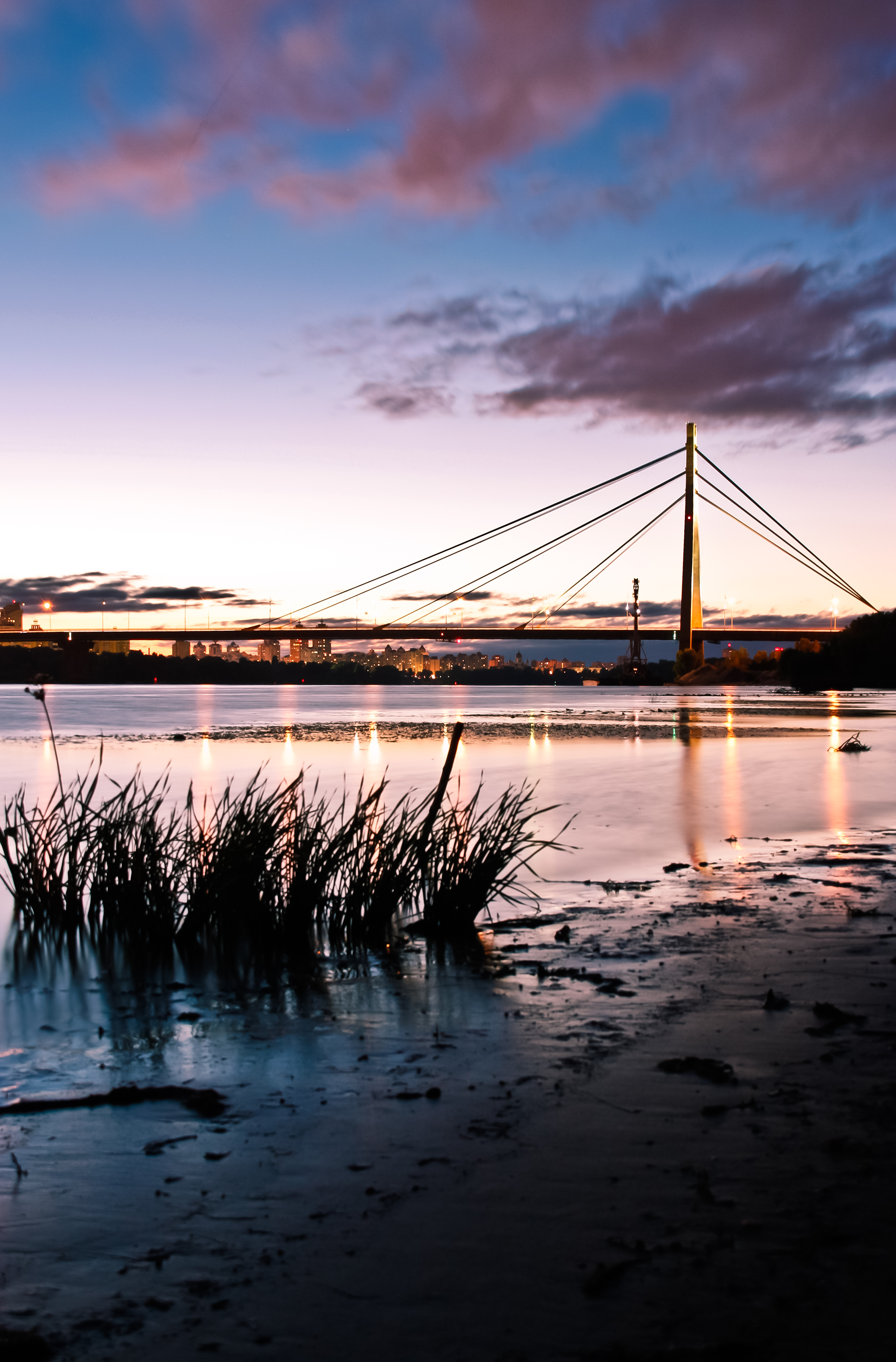
Nordbrücke in der Abenddämmerung

Die Brückenverbindung hat in jeder Fahrtrichtung 4 Fahrspuren für den Straßenverkehr, davon ist eine für den Trolleybus und andere bevorrechtigte Fahrzeuge reserviert. Beidseits verlaufen ca. 2 m breite Gehwege.
Die Schrägseilbrücke vom rechten Dneprufer im Stadtrajon Obolon auf die Muromez-Insel ist nominal 816 m lang und 31,4 m breit. Diese Maße werden in allen Quellen genannt, wahrscheinlich bezeichnen sie die gesamte Länge des Bauwerks einschließlich der Widerlager und der unterirdischen Verankerung der Schrägseile. Eine Messung in Google Earth ergibt eine Länge von 742 m zwischen den Widerlagern. Der A-förmige Stahlbetonpylon steht am Ufer der Muromez-Insel, er ist 119 m hoch und überragt die Fahrbahn um 81,5 m. Drei in der Pylonspitze verankerte Schrägseilpaare tragen den 300 m weit über den Fluss ragendenden Fahrbahnträger. Auf der anderen Seite des Pylons sind die drei Seilpaare in je einem Ankerblock zu beiden Seiten des Widerlagers zusammengefasst. Der Fahrbahnträger besteht aus zwei stählernen Hohlkästen und einer Betonplatte. Auf der westlichen Seite wird der Fahrbahnträger durch 6 scheibenförmige Pfeiler im Achsabstand von 5×63 + 42 m gestützt, die aus architektonischen Gründen eine mittig angeordnete, kreisrunde Öffnung haben.
Die Balkenbrücke von der Muromez-Insel zum Stadtrajon Desna auf dem linken Dneprufer der Stadt ist zwischen den Übergangskonstruktionen 732 m lang und 29,1 m breit. Sie besteht aus zwei Betonhohlkästen und einer Betonplatte.
Zwischen den Brücken befindet sich ein aufgeschütteter Damm mit einem Kreuzungsbauwerk für die Zufahrten zur Insel.

## Geschichte
Die Brücken wurden unter der Leitung von Heorhij Fuks am Киевсоюздорпроект (Kievsojuzdorproekt) entworfen. Man hatte zwar von den neuen deutschen Schrägseilbrücken gehört, konnte sich im Kalten Krieg aber keine näheren Informationen beschaffen. So fuhr man nach Bratislava, um sich dort über die im Bau befindliche neue Schrägseilbrücke unterrichten zu lassen. In gestalterischen Fragen wurden die Ingenieure von dem Architekten Anatolij Dobrowolskyj unterstützt.
Die Bauarbeiten begannen 1971. Am 3. Dezember 1976 wurden die Brücken eröffnet.